# Hiéroglyphe égyptien A113
Le hiéroglyphe égyptien A113 (homme debout s'appuyant sur une canne fourchue et ciel), n'est pas classifié dans la liste de Gardiner originale ; il est noté A113.

## Représentation
| A20 |

| A20 |

| N1 |

| N1 |

représentant la voute céleste, parfois parsemé d'étoile.
Il est translittéré smsw-hȝyt.

## Utilisation
| A20 |

| A20 |

| N1 |

| N1 |

| étant idéogramme du terme hȝyt « portail, portique » , |

| s | m | s | w | h | i | i | t · N1 | A1 |

| s | m | s | w | h | i | i | t · N1 | A1 |